# Leonie Koch
Leonie Koch (* 1985 in Münster) ist eine deutsche Fernseh- und Radiomoderatorin.

## Leben und Karriere
Nach ihrem Abitur begann Koch ein Studium der Sozialwissenschaften. Anschließend absolvierte sie beim Radiosender Antenne Münster ein Volontariat, bei diesem Sender präsentierte sie regelmäßig die Morningshow. Drei Jahre später verließ sie den Sender und wechselte zum Hessischen Rundfunk.
Neben ihrer Tätigkeit beim Radio war Koch von 2020 bis 2022 auch beim Privatsender RTL im Fernsehen tätig. Dort moderierte sie im Wechsel mit Elena Bruhn und Jana Azizi das Magazin Explosiv sowie die ab August 2021 ausgestrahlte zweite Ausgabe Explosiv Stories. Seit September 2021 präsentiert sie die Nachmittagssendung Hallo Hessen beim hr-fernsehen.

### Privates
Im Oktober 2020 verlobte sie sich mit ihrem langjährigen Freund. Im September 2021 folgte die Heirat.

## Fernsehauftritte

### Moderation
- 2020–2022: Explosiv – Das Magazin (RTL)
- 2021–2022: Explosiv Stories (RTL)
- seit 2021: Hallo Hessen (HR-Fernsehen)

### Gastauftritte
- 2020: Die 10 … / Die 25 … (RTL) (gelegentliche Auftritte)